# ریچارد لوینسون
ریچارد لوینسون (انگلیسی: Richard Levinson; ۷ اوت ۱۹۳۴ – ۱۲ مارس ۱۹۸۷) یک نویسنده، فیلم‌نامه‌نویس، و تهیه‌کننده اهل ایالات متحده آمریکا بود.
از فیلم‌های او می‌توان به هیندنبورگ اشاره کرد.